# Moruya

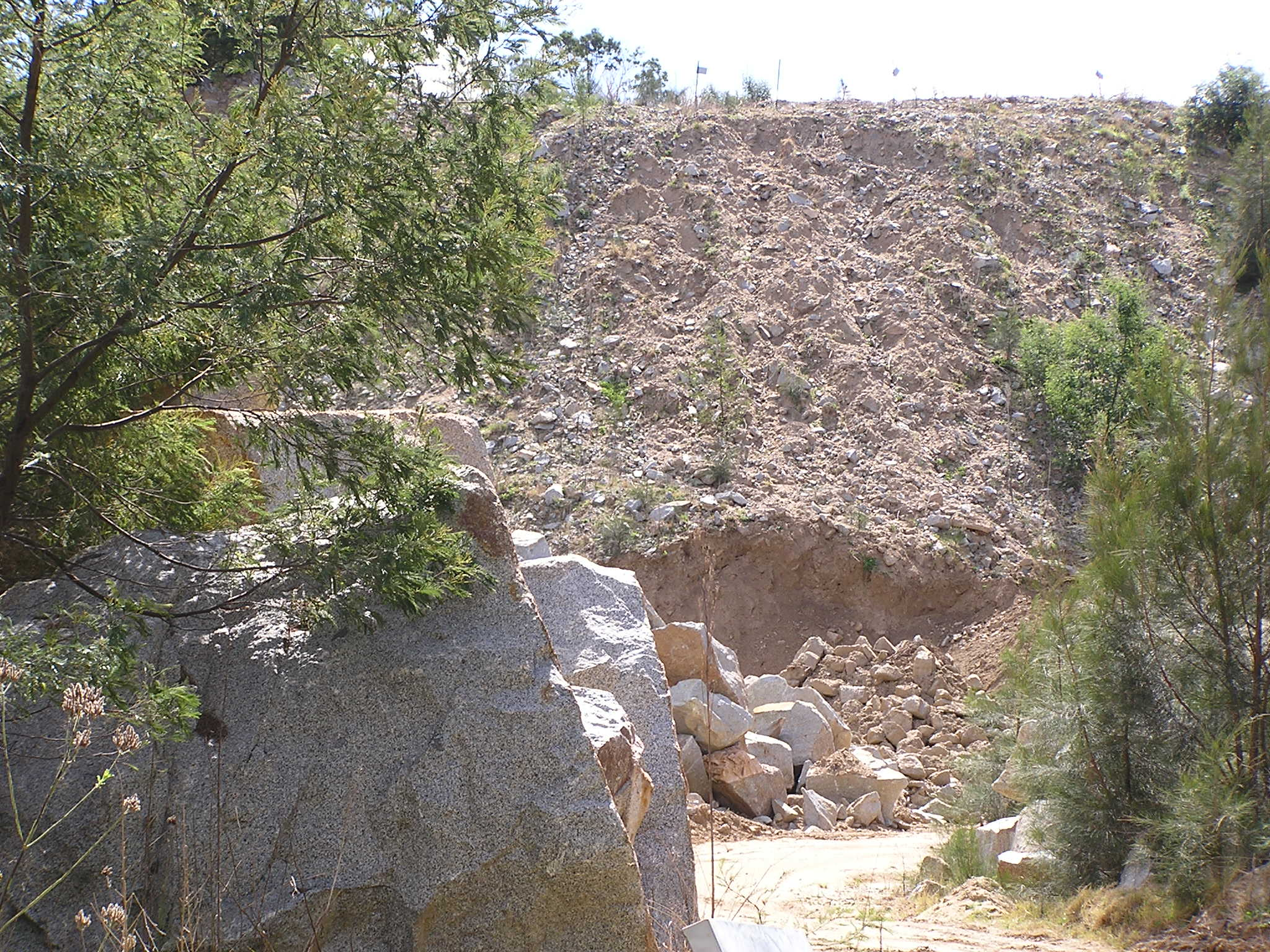
Moruya-Steinbruch

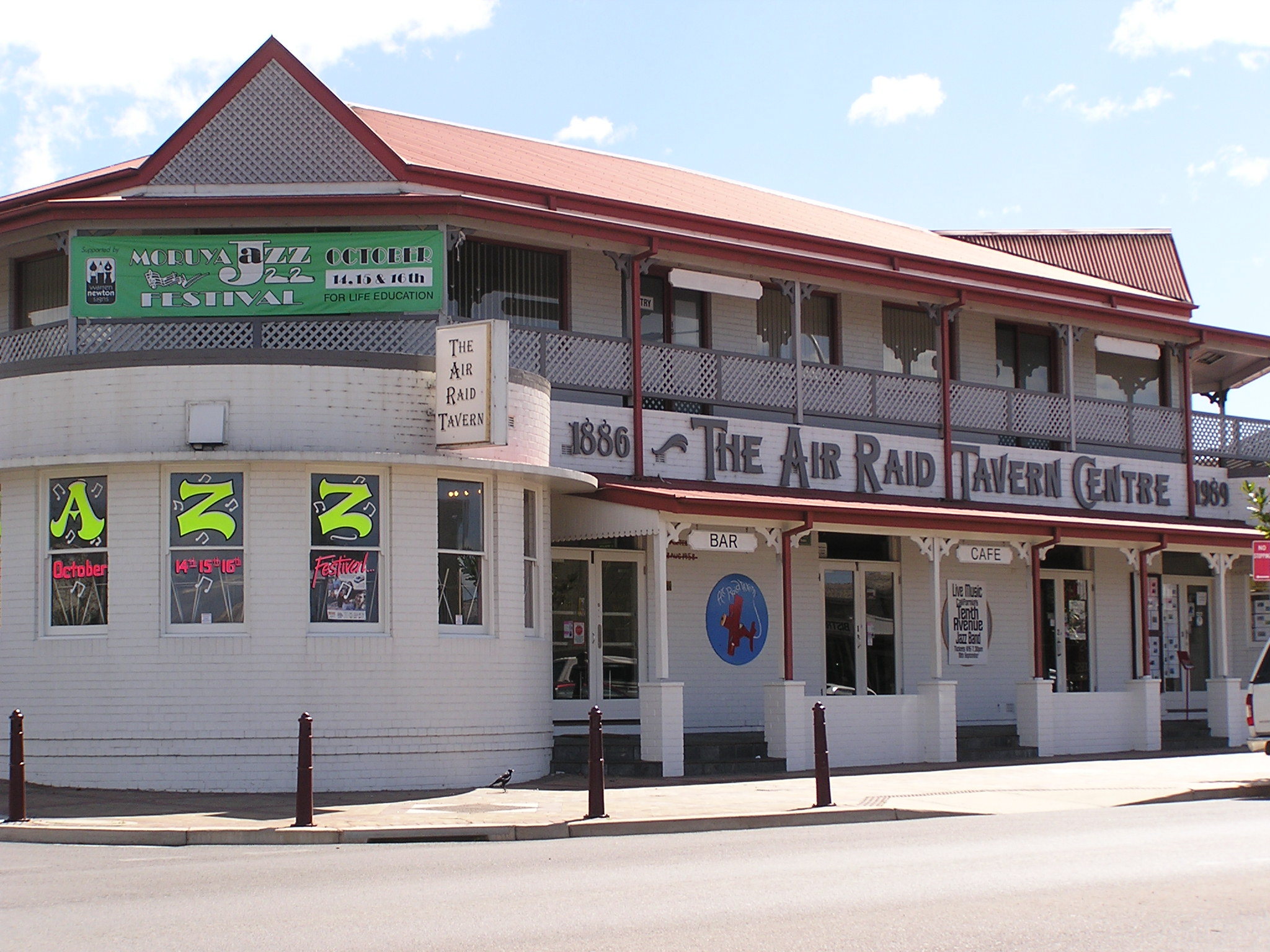
Air Raid Tavern in Moruya

Moruya ist eine Stadt im Südosten des australischen Bundesstaates New South Wales. Sie liegt an der Mündung des gleichnamigen Fluss in den Pazifik, etwa 300 km südlich von Sydney und etwa 85 km südöstlich von Canberra. Bei der Volkszählung 2021 wurden 2.762 Einwohner gezählt. Diese Stadt lebt vorwiegend von Landwirtschaft, Fischerei und Tourismus. Moruya ist das Verwaltungszentrum der Local Government Area Eurobodalla Shire.

## Geschichte
Der Name Moruya ist vom Aborigineswort Mherroyah (dt.: Heimatort des schwarzen Schwans) abgeleitet. Schwarze Schwäne kann man heute noch in den Seen und Flüssen rund um Moruya beobachten. Der schwarze Schwan dient auch als lokales Emblem (in Australien ist er ansonsten das Emblem der Stadt Perth in Western Australia).
In der Gegend waren ursprünglich zwei Stämme der Ureinwohner beheimatet, die Walbanga und die Brinja-Yuin. Europäische Einwanderer siedelten ab den 1830er-Jahren nach der Aufhebung der Siedlungsbeschränkungen 1829. Die Küste von Batemans Bay bis Mherroyah wurde 1828 vom Landvermesser Thomas Florance vermessen. Der erste europäische Siedler war Francis Flanagan aus Irland, der sich 1829 am Shannon View niederließ. John Hawdon aus England gründete 1831 ein Anwesen namens Kiora, wo in der Folge auch ein Dorf entstand.
Das Zentrum der Siedlung wurde 1850 eingemessen und 1851 wurden die Ortsrechte an die Siedlung verliehen. 1891 wurde Moruya zur Stadt erklärt. Damals waren die wichtigsten Wirtschaftszweige der Holzeinschlag, der Goldbergbau, die Milchwirtschaft und der Abbau von Granit. Der Stein für die Pfeiler der Sydney Harbour Bridge stammt aus dieser Gegend.
Der Granitabbau begann Ende der 1850er-Jahre durch die Brüder Joseph und John Flett Loutitt von den Orkney-Inseln. Ihr Steinbruch am Südufer des Flusses lieferte Steine für viele berühmte Gebäude von Sydney, wie das Postamt am Martin Place und den Sockel der Statue von Captain Cook im Hyde Park.
Der Moruya-Steinbruch – auch als Regierungssteinbruch bekannt – wurde 1876 am Nordufer der Moruya River eröffnet. Zwischen 1925 und 1932 wurden 250 Steinmetze für die Baustelle der Sydney Harbour Bridge angestellt und in Moruya eingesetzt. Sie brachen 18.000 m³ Felsblöcke für die Pfeiler der Brücke, 173.000 Bruchsteine und 200.000 m³ Sand als Füllstoff für den Beton heraus. Für die sieben Jahre, in denen die Leute im Steinbruch arbeiteten, entstand eine Siedlung von etwa 70 Häusern in der Nähe, die ‚’Granitetown’’ genannt wurde. Heute sieht man kaum mehr etwas davon. Der Moruya-Steinbruch wird noch heute von der Regierung von New South Wales, Department of Infrastructure, Planning and Natural Resources, betrieben. Westlich dieses Steinbruchs gab es einen dritten Steinbruch, der von der Familie Ziegler betrieben wurde.
Die erste Brücke über den Moruya River entstand 1876, aber häufige Überschwemmungen machten den Bau neuer Brücken 1900, 1945 und schließlich 1966 notwendig.
Im Zweiten Weltkrieg diente der Flugplatz von Moruya als vorgeschobene Operationsbasis. 1942 wurde ein Fischerboot vor der Küste zwischen Moruya und Batemans Bay von japanischen Flugzeugen angegriffen. 1944 wurde ein US-amerikanischer Frachter vor Moruya vom deutschen Unterseeboot U 862 torpediert.

## Geschäfte
Moruya hat zwei Einkaufszentren, den 8-Stöckigen FoodWorks (eröffnet am 24. Mai 2005) und den 10-Stöckigen Woolworths (eröffnet 2000). Entlang der Hauptstraße gibt es viele kleinere Geschäfte, ebenso wie Supermärkte in den Seitenstraßen. Die Telefongesellschaft Telco Southern Phone ist ebenfalls in Moruya zu Hause. Bei Einheimischen und Besuchern ist der wöchentliche Samstagsmarkt beliebt.

## Flugplatz und Flugdienste
Moruya besitzt einen Flugplatz (Code: MYA) nördlich der Moruya Heads. Die Landebahn liegt an den Strand anschließend und so enden Flüge nach Moruya mit einem sanften und sehenswerten Landeanflug entlang der Küstenlinie.
Regional Express  (REX) führt ihre Flüge nasch Sydney und Merimbula (mit Anschlussflügen nach Melbourne) hauptsächlich mit  Saab 340B durch.

## Trivia
Richie Williams Charles Harpur (1825–1868), Australiens erster anerkannter Dichter, war Goldbergbauinspektor in der Eurobodalla-Region und besaß einen Bauernhof in Eurobodalla.